# Morti nel 2005/Agosto
| Questa pagina contiene informazioni ricavate automaticamente dalle voci biografiche con l'ausilio del template Bio e di un bot. L'aggiornamento è periodico e automatico e ricostruisce completamente la pagina. Se manca una persona in questa lista, sei pregato di non aggiungerla, ma accertati piuttosto che la sua voce biografica contenga il template Bio e che i dati anagrafici siano correttamente compilati. Se il template Bio manca, inseriscilo tu stesso o, in alternativa, metti l'avviso {{tmp\|Bio}} che ne segnala la mancanza. Se i dati riportati sono sbagliati, correggi direttamente la voce biografica; le modifiche saranno visibili in questa lista entro pochi giorni. Per chiarimenti vedi il progetto biografie. La lista contiene solo le 119 persone che sono citate nell'enciclopedia e per le quali è stato implementato correttamente il template Bio. Pagina aggiornata al 18 giu 2025. |

- 1º agosto - Fahd dell'Arabia Saudita, re saudita
- 1º agosto - Jeannou Lacaze, generale e politico francese (n. 1924)
- 1º agosto - Ariel Augusto Nogueira, calciatore brasiliano (n. 1910)
- 1º agosto - Mario Sbriccoli, storico italiano (n. 1941)
- 2 agosto - Sandro Bolchi, regista italiano (n. 1924)
- 2 agosto - Jay Hammond, politico statunitense (n. 1922)
- 2 agosto - Rudolf Tajcnár, hockeista su ghiaccio slovacco (n. 1948)
- 3 agosto - Zaynab al-Ghazali, attivista egiziana (n. 1917)
- 3 agosto - Luis Barbero, attore spagnolo (n. 1916)
- 3 agosto - Georgij Kuznecov, regista sovietico (n. 1945)
- 3 agosto - Françoise d'Eaubonne, attivista francese (n. 1920)
- 4 agosto - Léopold Gernaey, calciatore belga (n. 1927)
- 4 agosto - Sue Gunter, cestista e allenatrice di pallacanestro statunitense (n. 1941)
- 4 agosto - Dorothy Sunrise Lorentino, insegnante nativa americana (n. 1909)
- 4 agosto - Riccardo Masini, giocatore di biliardo italiano (n. 1977)
- 4 agosto - Little Milton, musicista e cantante statunitense (n. 1934)
- 4 agosto - Johan Runge, sollevatore danese (n. 1924)
- 5 agosto - Polina Astachova, ginnasta sovietica (n. 1936)
- 5 agosto - Fritze Carstensen, nuotatrice danese (n. 1925)
- 5 agosto - Mario Cordioli, calciatore italiano (n. 1921)
- 5 agosto - Giuliano Fiorini, dirigente sportivo, allenatore di calcio e calciatore italiano (n. 1958)
- 5 agosto - Emilio Garroni, filosofo e scrittore italiano (n. 1925)
- 5 agosto - Raymond Klibansky, storico della filosofia tedesco (n. 1905)
- 5 agosto - Raul Roco, politico e avvocato filippino (n. 1941)
- 6 agosto - Nikolaj Abramov, calciatore sovietico (n. 1950)
- 6 agosto - Vizma Belševica, poetessa, scrittrice e traduttrice lettone (n. 1931)
- 6 agosto - Robin Cook, politico britannico (n. 1946)
- 6 agosto - Ibrahim Ferrer, musicista cubano (n. 1927)
- 6 agosto - Louis Gauthier, ciclista su strada francese (n. 1916)
- 7 agosto - Peter Jennings, giornalista canadese (n. 1938)
- 7 agosto - Li Lili, attrice e cantante cinese (n. 1915)
- 7 agosto - Noel Nicola, cantautore cubano (n. 1946)
- 7 agosto - Corrado Tamietti, calciatore e allenatore di calcio italiano (n. 1914)
- 8 agosto - Barbara Bel Geddes, attrice statunitense (n. 1922)
- 8 agosto - Maria de la Esperanza di Borbone-Due Sicilie, principessa spagnola (n. 1914)
- 8 agosto - Nikolaj Pučkov, hockeista su ghiaccio sovietico (n. 1930)
- 8 agosto - Porthus Silingardi, calciatore italiano (n. 1915)
- 8 agosto - Ilse Werner, attrice tedesca (n. 1921)
- 9 agosto - Colette Besson, velocista e mezzofondista francese (n. 1946)
- 9 agosto - Lanfranco Bombelli, scacchista italiano (n. 1944)
- 9 agosto - Dorris Bowdon, attrice statunitense (n. 1914)
- 9 agosto - Marco Cavagna, astronomo italiano (n. 1958)
- 9 agosto - Stanley DeSantis, attore statunitense (n. 1953)
- 9 agosto - Giovanni Gavioli, politico italiano (n. 1928)
- 9 agosto - Philip Julian Klass, giornalista e saggista statunitense (n. 1919)
- 9 agosto - Matthew McGrory, attore statunitense (n. 1973)
- 9 agosto - Judith Rossner, scrittrice statunitense (n. 1935)
- 9 agosto - Francesco Tritto, giurista italiano (n. 1950)
- 11 agosto - Manfred Korfmann, archeologo tedesco (n. 1942)
- 11 agosto - Francisco Lesmes, calciatore e allenatore di calcio spagnolo (n. 1924)
- 12 agosto - Francy Boland, pianista, compositore e arrangiatore belga
- 12 agosto - Michele Forneris, generale italiano (n. 1922)
- 12 agosto - Teruo Ishii, regista e sceneggiatore giapponese (n. 1924)
- 12 agosto - Gennaro Valeri, politico italiano (n. 1932)
- 12 agosto - Pier Luigi Zollo, attore e doppiatore italiano (n. 1943)
- 13 agosto - Domenico Grosso, ginnasta italiano (n. 1922)
- 13 agosto - David Lange, politico neozelandese (n. 1942)
- 13 agosto - Ornella Sobrero, critica letteraria italiana (n. 1926)
- 13 agosto - Giorgio Zennaro, scultore, pittore e designer italiano (n. 1926)
- 14 agosto - Jan Berg, allenatore di calcio e calciatore norvegese (n. 1943)
- 14 agosto - Billy More, cantante italiano (n. 1965)
- 14 agosto - Sheila Piercey, tennista sudafricana (n. 1919)
- 15 agosto - Laura Carli, attrice e doppiatrice italiana (n. 1906)
- 15 agosto - Girolamo Rallo, politico italiano (n. 1921)
- 16 agosto - Karl-Erik Andersson, calciatore svedese (n. 1927)
- 16 agosto - Vassar Clements, musicista e violinista statunitense (n. 1928)
- 16 agosto - Aleksandr Gomel'skij, cestista e allenatore di pallacanestro sovietico (n. 1928)
- 16 agosto - Milorad Pavić, allenatore di calcio jugoslavo (n. 1921)
- 16 agosto - Joe Ranft, animatore, doppiatore e sceneggiatore statunitense (n. 1960)
- 16 agosto - Eva Renzi, attrice tedesca (n. 1944)
- 16 agosto - Roger Schutz, monaco cristiano svizzero (n. 1915)
- 16 agosto - Giovanni Tantillo, dirigente d'azienda italiano (n. 1937)
- 17 agosto - Tonino Delli Colli, direttore della fotografia italiano (n. 1921)
- 18 agosto - Davide Liani, compositore e musicista italiano (n. 1921)
- 18 agosto - Marcello Morante, scrittore, giornalista e politico italiano (n. 1916)
- 18 agosto - Krzysztof Raczkowski, batterista polacco (n. 1970)
- 19 agosto - Aušra Augustinavičiūtė, economista, sociologa e psicologa lituana (n. 1927)
- 19 agosto - Rina Gatti, scrittrice italiana (n. 1923)
- 19 agosto - Mo Mowlam, politica britannica (n. 1949)
- 19 agosto - Oscar Muller, calciatore argentino (n. 1957)
- 19 agosto - Mel Welles, regista, sceneggiatore e attore statunitense (n. 1924)
- 20 agosto - Miljenko Kovačić, calciatore croato (n. 1973)
- 20 agosto - Ladislav Vychodil, scenografo slovacco (n. 1920)
- 20 agosto - Clifford Williams, regista teatrale e attore teatrale britannico (n. 1926)
- 21 agosto - Li Wei, attore cinese (n. 1919)
- 21 agosto - Antonio de Ligne, principe belga (n. 1925)
- 21 agosto - Robert Moog, ingegnere, inventore e imprenditore statunitense (n. 1934)
- 21 agosto - Dahlia Ravikovitch, poetessa e attivista israeliana (n. 1936)
- 22 agosto - Luc Ferrari, compositore francese (n. 1929)
- 23 agosto - Mauro Curradi, scrittore italiano (n. 1925)
- 23 agosto - Brock Peters, attore, doppiatore e cantante statunitense (n. 1927)
- 24 agosto - Mario Fara, calciatore e dirigente sportivo italiano (n. 1945)
- 24 agosto - Ambrogio Fogar, navigatore, esploratore e scrittore italiano (n. 1941)
- 24 agosto - Guo Zhenqing, attore cinese (n. 1927)
- 24 agosto - Joe Strawder, cestista statunitense (n. 1940)
- 25 agosto - Herb Goldstein, attore statunitense (n. 1926)
- 25 agosto - Molly Malone Cook, fotografa statunitense (n. 1925)
- 26 agosto - Baek Nam-jeong, cestista sudcoreano (n. 1936)
- 26 agosto - Wladimiro Calarese, schermidore italiano (n. 1930)
- 26 agosto - Moondog King, wrestler canadese (n. 1949)
- 26 agosto - Rudolf Styskalik, pallanuotista austriaco (n. 1929)
- 27 agosto - Aldo Aniasi, partigiano e politico italiano (n. 1921)
- 27 agosto - Lois Gunden, insegnante statunitense (n. 1915)
- 27 agosto - Matteo Salvatore, cantautore italiano (n. 1925)
- 27 agosto - Francesco Di Castri, ecologo italiano (n. 1930)
- 28 agosto - Hans Clarin, attore tedesco (n. 1929)
- 28 agosto - Jacques Dufilho, attore francese (n. 1914)
- 29 agosto - Adamello Freschi, calciatore italiano (n. 1917)
- 29 agosto - Jude Wanniski, giornalista e economista statunitense (n. 1936)
- 30 agosto - Stéphane Bruey, calciatore francese (n. 1932)
- 30 agosto - Teo Cruz, cestista portoricano (n. 1942)
- 30 agosto - Jakup Halil Mato, docente e critico letterario albanese (n. 1936)
- 30 agosto - Piero Ottaviano, presbitero italiano (n. 1938)
- 30 agosto - Mary Percy Schenck, costumista statunitense (n. 1917)
- 30 agosto - Hendrikje van Andel-Schipper, supercentenaria olandese (n. 1890)
- 31 agosto - Jean-Louis Buron, calciatore francese (n. 1934)
- 31 agosto - Sam Okoye, calciatore nigeriano (n. 1980)
- 31 agosto - Józef Rotblat, fisico polacco (n. 1908)
- 31 agosto - Jacqueline Verots, cestista francese (n. 1942)